# ريتشارد ريان (شاعر)
ريتشارد ريان (بالإنجليزية: Richard Ryan)‏ هو دبلوماسي وشاعر أيرلندي، ولد في 1946 في دبلن في جمهورية أيرلندا.